# Iphinoe acutirostris
Iphinoe acutirostris is een zeekommasoort uit de familie van de Bodotriidae. De wetenschappelijke naam van de soort is voor het eerst geldig gepubliceerd in 1965 door Ledoyer.